# بطولة العالم للدراجات على المضمار 1894
بطولة العالم للدراجات على المضمار 1894 هي الدورة ال2 من بطولة العالم للدراجات على المضمار، أجريت في أنتويرب، بلجيكا.

## النتائج النهائية
| المسابقة                              | ذهبية               | فضية                  | برونزية                       |
| ------------------------------------- | ------------------- | --------------------- | ----------------------------- |
| الرجال                                |                     |                       |                               |
| السرعة الفردية                        |                     |                       |                               |
| سباق مطاردة الدراجة النارية للهواة    | Wilhelm Henie (NOR) | جاك قرين (دراج) (GBR) | Jan Van Oolen (cyclist) (BEL) |
| سباق مطاردة الدراجة النارية للمحترفين |                     |                       |                               |